# Handroanthus capitatus
Handroanthus capitatus är en katalpaväxtart som först beskrevs av Bureau ex. K. Schum., och fick sitt nu gällande namn av Joáo Rodrigues de Mattos. Handroanthus capitatus ingår i släktet Handroanthus och familjen katalpaväxter. Inga underarter finns listade i Catalogue of Life.